# كارل بلاسكو
كارل بلاسكو (بالفرنسية: Carl Blasco)‏ هو متسابق ثلاثي فرنسي، ولد في 11 سبتمبر 1971 في تولون في فرنسا.

## وصلات خارجية
- كارل بلاسكو على موقع اتحاد الترياتلون الدولي (الإنجليزية)
- كارل بلاسكو على موقع أوليمبيديا (الإنجليزية)